# Mount Lombard
Mount Lombard ist ein rund 560 m hoher Berg an der Nordenskjöld-Küste des Grahamlands im Norden der Antarktischen Halbinsel. Er ist die höchste Erhebung im Süden der Sobral-Halbinsel und ragt nördlich des Kap Sobral auf.
Der Falkland Islands Dependencies Survey kartierte ihn zwischen 1960 und 1961. Das UK Antarctic Place-Names Committee benannte den Berg am 12. Februar 1964 nach dem US-amerikanischen Erfinder Alvin Orlando Lombard (1856–1937), einem Pionier in der Entwicklung von schneegängigen Zugmaschinen (siehe Lombard Steam Log Hauler).